# Semblançay
Semblançay település Franciaországban, Indre-et-Loire megyében. Lakosainak száma 2170 fő (2022. január 1.). Semblançay Charentilly, Neuillé-Pont-Pierre, Pernay, Rouziers-de-Touraine, Saint-Antoine-du-Rocher, Saint-Roch és Sonzay községekkel határos.

## Népesség
A település népessége az elmúlt években az alábbi módon változott:
| Lakosok száma | 867  | 1093 | 1489 | 1963 | 2128 | 2144 | 2171 | 2173 | 2162 | 2170 |
|               | 1968 | 1982 | 1990 | 2006 | 2013 | 2015 | 2017 | 2019 | 2020 | 2022 |